# 側錐五角柱
側錐五角柱（英文：Augmented pentagonal prism）屬於詹森多面體之一（J52），可由一個正四角錐（J1）和正五角柱分別以底面和側邊相互黏合而成。它與間二側錐五角柱（J53）有著類似的構造。這92種詹森多面體最早在1966年由諾曼·詹森命名並予以觀察描述。

## 外部連結
- 埃里克·韦斯坦因. . MathWorld.
- 埃里克·韦斯坦因. . MathWorld.